# Olýmpoi
Olýmpoi (Olimbi) är en ort i Grekland.   Den ligger i prefekturen Chios och regionen Nordegeiska öarna, i den östra delen av landet, 200 km öster om huvudstaden Aten. Olýmpoi ligger 140 meter över havet och antalet invånare är 376. Den ligger på ön Chios.
Terrängen runt Olýmpoi är kuperad österut, men västerut är den platt. Havet är nära Olýmpoi åt sydväst.  Närmaste större samhälle är Thymianá, 18,2 km öster om Olýmpoi. 